# Chorizo de León
El chorizo de León es un embutido curado y ahumado característico de la provincia de León, en España, muy común en la gastronomía leonesa. Por su especial proceso de elaboración, ahumado y curación y el carácter especial impreso por el clima frío de la provincia, el producto consiguió el distintivo de Marca de Garantía "Chorizo de León", ratificado por la Junta de Castilla y León en 2014, con cobertura nacional. El chorizo se elabora en toda la provincia, siendo León, Molinaseca, Bembibre, Astorga, y Soto de la Vega donde se concentra el mayor número de productores, además de varios municipios de la mitad norte de la provincia, donde se dan las condiciones óptimas para su elaboración.

## Ingredientes y elaboración
El chorizo de León se elabora únicamente con carne fresca de cerdo blanco, concretamente de hembras o machos castrados. La carne de cerdo utilizada procede de las partes nobles de la zona llamada la canal del cerdo, como son la panceta, la aguja, el tocino dorsal, la paleta, despieces del jamón y la papada. En muchas matanzas de cerdo que se realizan en la provincia de León, uno de los jamones o las paletas (las patas delanteras del cerdo) se dejan para elaborar chorizos, al lograr con esa carne un sabor más sabroso y jugoso. Elegida la carne, ésta se tritura para añadirle especias como: la sal, el ajo pelado y picado y pimentón. El tipo de pimentón, dulce o picante da lugar a las dos variedades de chorizo existentes (dulce y picante). Todos los ingredientes se mezclan bien y la mezcla se deja reposar más o menos durante un día.

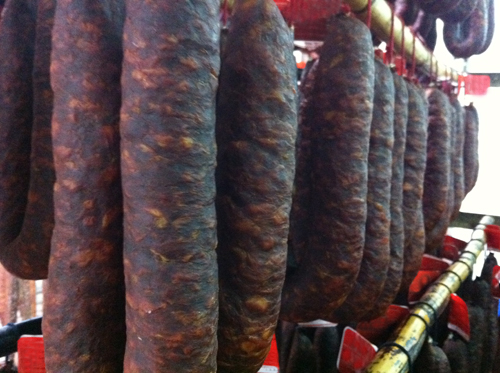
Corras de chorizo de León curando y secando en los varales.
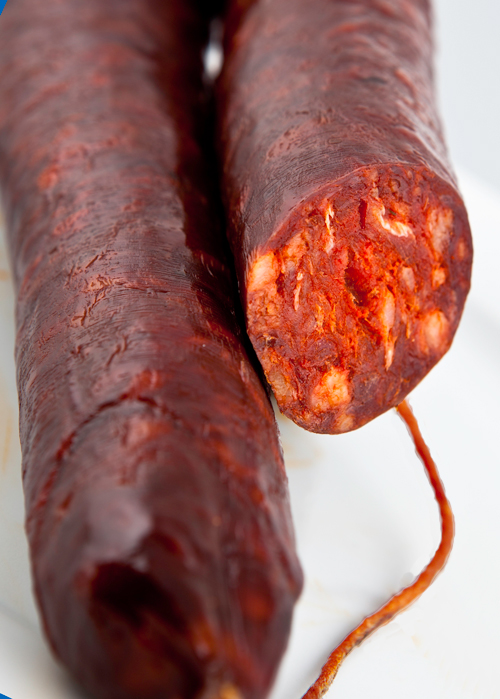
Aspecto interior y exterior del chorizo de León
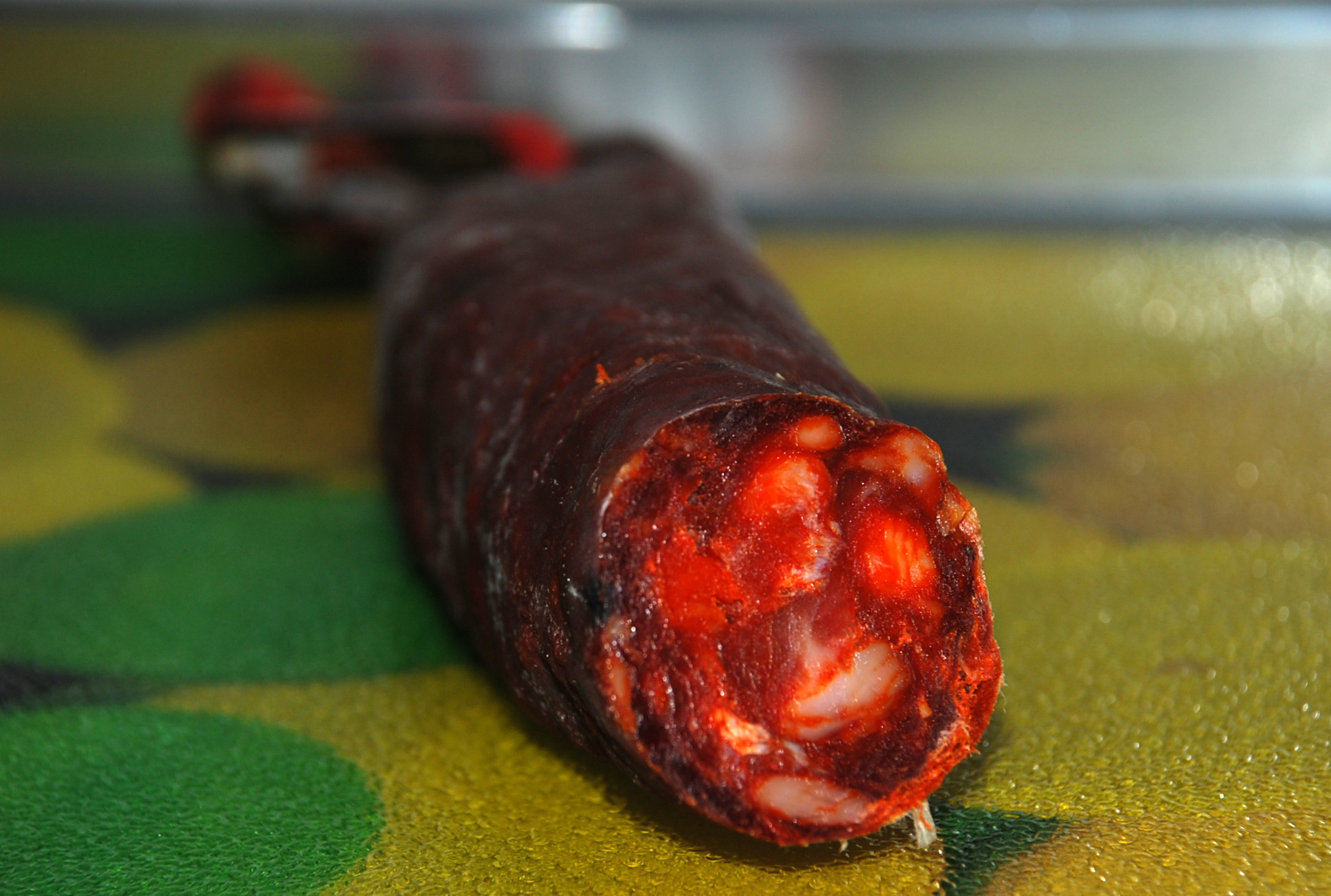
Aspecto interior del chorizo.

Tras el día de reposo, la carne se embute en tripa de cerdo, obtenida a menudo de los intestinos delgados para los chorizos en sarta y los gruesos para los chorizos culares, aunque también puede ser artificial, de materiales como colágeno o poliamida. Los dos extremos del chorizo se atan para que quede en forma de U o herradura —la denominación característica de León es "corra"— y colgarlo en altura de un palo o varal, para que cure al aire durante un tiempo; el reglamento de la Marca de Garantía marca un mínimo de treinta días. El clima invernal de la provincia de León, con temperaturas frías y heladas contribuye a la curación de los chorizos. Durante este tiempo los chorizos se someten a un proceso de ahumado con leña de roble o encina que da el sabor a humo tan característico y algo fuerte de este chorizo.
Al finalizar el curado, el chorizo adopta una forma de herradura más estrecha que al colgarse frescos. Se consume en lonchas para comer directamente o en tacos para acompañar platos. También es un ingrediente habitual del cocido tradicional leonés, en cuyo caso, los chorizos utilizados son semicurados y pasan unos diez días en curación y ahumado, de forma que queden algo tiernos para ser cocinados.

## Marca de Garantía "Chorizo de León"
Tras varios años e intentos frustrados de obtener un sello de calidad para el producto, debido principalmente a la reticencias de los empresarios a unirse, la Asociación para la Promoción del Chorizo de León, integrada por varios productores, presentó un documento describiendo la elaboración y características del embutido a la Junta de Castilla y León para obtener una Marca de Garantía, primer paso para el objetivo final de conseguir la denominación de Indicación Geográfica Protegida para el producto.
La Marca de Garantía "Chorizo de León" es una Marca Colectiva que se encuentra registrada en la Oficina Española de Patentes y Marcas con el número M3009758 (29-05-2012). El reglamento de uso por el que se rige fue redactado por la Asociación para la Promoción del Chorizo de León y fue ratificado por el Instituto Tecnológico Agrario de Castilla y León (ITACyL) el 3 de marzo de 2014. El logotipo de Marca de Garantía con tres franjas de color morado identificando una huella de garra de un león y el color corporativo de la bandera de la ciudad, así como la indicación de chorizo de León y los números de la marca y el del producto que identifica la pieza y certifica su elaboración tradicional de acuerdo con el reglamento.